# Asesinato de Evaldo Rosa
El 7 de abril de 2019 el músico negro brasileño Evaldo Rosa dos Santos y el reciclador Luciano Macedo fueron asesinados por militares del ejército brasileño en la ciudad de Río de Janeiro. El caso fue conocido como el Caso de los 80 tiros.
A las 14:40 horas Evaldo Rosa conducía un Ford Ka con cinco ocupantes a lo largo de Cambará Road, cuando un militar del ejército brasileño abrió fuego. Evaldo recibió un disparo y murió en el acto. Sérgio Gonçalves resultó herido y Luciano, que caminaba por el lugar y trató de ayudar, también fue disparado y murió once días después. Los ocupantes del vehículo y los testigos declararon que los militares comenzaron los disparos abruptamente en la parte de atrás, sin ninguna señal o advertencia previa y no dejaron de disparar incluso después de la huida de la esposa, embarazada y el hijo del músico de automóviles. Según la Policía Militar Judicial, los militares dispararon 257 tiros de rifle. 62 perforaron el auto.
El Comando Militar del Este afirmó que los militares, en patrulla regular, se habían encontrado con un robo en las inmediaciones y que las víctimas comenzaron el intercambio de fuego. En la misma nota se decía que un transeúnte inocente había sido víctima del tiroteo.Posteriormente, el CML publicó otra nota afirmando haber encontrado inconsistencias en las declaraciones de los militares. Diez de los doce militares fueron arrestados. Uno de ellos fue liberado en una auditoría de custodia celebrada en la 1.ª Auditoría de Justicia Militar el 10 de abril de 2019 y los demás el 23 de mayo por decisión del Tribunal Militar Superior.
Según los documentos planteados por la agencia pública, los militares no realizaban patrullas regulares, sino que participaban en la "Operación Muchoiço", en la que el ejército actuó inconstitucionalmente como una fuerza de seguridad pública (desde la ley y la orden de 2018 ya garantizaban el decreto de la ley y la orden de 2018 había expirado).
El 22 de septiembre de 2023, el Fiscal General de la Unión (AGU) cerró un acuerdo con los miembros de la familia del músico muerto. El hijo, la viuda, el padre y los hermanos del artista recibirán una compensación de 2 millones del sindicato.

## Circunstancias del asesinato
En la tarde del domingo 7 de abril de 2019, el auto de Evaldo, que pasaba por Cambará Road, recibió disparos de rifle por parte de nueve soldados del ejército brasileño. Inicialmente se informó que 80 tiros habían dado al vehículo, pero la investigación posterior de la policía judicial militar descubrió que el número correcto era de 257. Además de Evaldo, en el coche viajaban su esposa, su hijo de siete años, un amigo de la familia y su padre, que logró abandonar el auto antes de que la mayoría de los disparos estuvieran en el automóvil.
En un principio se consideró que la víctima era un ladrón, basado en los testimonios de los militares involucrados. Sin embargo, después de la investigación por la Comandancia militar del Este, la idea fue refutada y posteriormente se produjo el arresto de los militares responsables. Desde entonces, el caso también ha sido investigado por el departamento de policía de homicidios.

## Reacciones
El tiroteo contra Evaldo Rosa tuvo repercusión en varios medios de comunicación nacionales e internacionales, entre ellos la BBC, The Guardian, The Telegraph, Fox News, Daily Mail y una publicación de Clarín.
Por otro lado, diarios como Carta Capital, Estadão y la publicación HuffPost Brasil resaltaron el silencio del presidente de la República Jair Bolsonaro en relación con lo sucedido. Otávio Rêgo Barros, portavoz de la Presidencia de la República, informó que Bolsonaro no mostró arrepentimiento por el caso. Wilson Witzel, gobernador de Río de Janeiro, consideró la acción militar un "error grotesco" y comentó que esperaría los resultados de las investigaciones, "no siendo responsable de dar consideración alguna al hecho".
El 12 de abril de 2019, seis días después de la muerte de Evaldo, Bolsonaro comentó sobre el caso diciendo: "El Ejército no mató a nadie, no, el Ejército pertenece al pueblo. No podemos acusar al pueblo de ser asesinos. Allí si hubo un incidente, hubo una muerte, lamentamos el fallecimiento de un ciudadano trabajador y honesto, se están determinando responsabilidades".
El día 18, Luciano Macedo murió producto de disparos realizados por militares mientras intentaba ayudar a Evaldo y su familia. El músico fue trasladado al Hospital Carlos Chagas pero no sobrevivió a sus heridas.
A dos años del asesinato, Luciana Nogueira, viuda de Evaldo, teme que el caso quede en el olvido y tanto ella como su hijo de 10 años (2021) toman antidepresivos y reciben asesoría psicológica.

## Investigación y desarrollos
Después de que el Comando Militar Oriental confirmó la inconsistencia de sus declaraciones, diez de los doce militares fueron interrogados y se ordenó su arresto. Para Leonardo Salgado, delegado de la Comisaría de Homicidios de Río de Janeiro, "todo indica que los militares dispararon al confundir el auto con el de los atracadores". En entrevista con Globo, el jefe de policía afirmó que no se había encontrado ningún arma y que la familia victimizada era, de hecho, normal.
El mismo día del hecho, la Policía Civil encontró indicios de una detención en el acto, ya que la acción era incongruente con una posible legítima defensa por la cantidad de disparos realizados. El amigo de la familia, que estaba dentro del auto, cuestionó la declaración del Ejército, declarando que no hubo ninguna señalización antes del tiroteo y que, incluso cuando los pasajeros se fueron, continuaron disparando. Concatenando la versión de la amiga de la familia, Luciana Nogueira, esposa del músico, denunció que los militares actuaron con frialdad, incluso cuando el auto se fue.
El 10 de abril de 2019 la detención de los militares se convirtió en prisión preventiva. Durante una audiencia de custodia en el Tribunal Militar, se determinó que los disparos se realizaron sin una amenaza evidente. El ministro de Defensa, Fernando Azevedo e Silva, informó que el caso será investigado y los responsables serán procesados. Sólo el soldado Leonardo Delfino Costa afirmó que no disparó ningún tiro y que podía ser apartado de la investigación. En junio de 2019, una decisión del Consejo Nacional del Ministerio Público (CNMP) determinó que el Ministerio Público Federal (MPF) dejara de investigar el caso, quedando la investigación en manos exclusivas del Ministerio Público Militar (MPM). La decisión generó críticas.

### Juicio
El juicio en el Tribunal Militar estaba previsto para el 7 de abril de 2021, pero fue pospuesto (debido a la pandemia de COVID-19 en Río de Janeiro) para el 13 de octubre de 2021. Ocho militares fueron condenados entre 28 y 31 años en prisión cerrada en el primeras horas del 14 de octubre de 2021.

### Indemnidad
El 22 de septiembre de 2023, la Procuraduría General de la República (AGU) llegó a un acuerdo con la familia del músico fallecido. El hijo, la viuda, el padre y los hermanos del artista recibirán una indemnización de R$ 2 millones del Sindicato.